# ジェニファー・ガレイス
ジェニファー・ガレイス（Jennifer Gareis,  1970年8月1日 - ）は、アメリカ合衆国の女優である。

## 来歴
1970年、ペンシルベニア州ランカスターに生まれる。同州のフランクリン&マーシャル大学を卒業。1992年に「ミス・ペンシルバニア」として出場したコンテストで2位を獲得したことがある他、1994年にはミス・アメリカの最終候補6人に残った経験がある。
その後、女優としてのキャリアをスタートさせ、1996年に『マンハッタン・ラプソディ』でデビュー。同作品ではノークレジットだったが、その後テレビドラマや映画などへ出演して、女優としてのキャリアを積んだ。1997年から出演した長寿ドラマシリーズ『ザ・ヤング・アンド・ザ・レストレス』ではレギュラーキャストを務め、216エピソードに出演している。

### 私生活
2010年に結婚して、現在は2児の母親でもある。

## 出演作品

### 映画
- マンハッタン・ラプソディ The Mirror Has Two Faces (1996)
- プライベート・パーツ Private Parts (1997)
- Lifebreath (1997)
- Enough Already (1998)
- デッド・ヒート・コネクション Luckytown (2000)
- シックス・デイ The 6th Day (2000)
- デンジャラス・ビューティー Miss Congeniality (2000)
- ASHRA アシュラ Downward Angel (2001)
- Gangland (2001)
- College Try (2001)
- バナナ★トリップ Boat Trip (2002)
- The Groomsmen (2003)
- Venus on the Halfshell (2005)
- 隣人は闇に潜む Point of Entry (2007) ※テレビ映画

### テレビドラマ
- ザ・ヤング・アンド・ザ・レストレス The Young and the Restless (1997 - 2004)
- Dr.マーク・スローン Diagnosis Murder (2001)
- ヴェロニカ・マーズ Veronica Mars (2005)
- ザ・ボールド・アンド・ザ・ビューティフル The Bold and the Beautiful (2006 - 2014)

## 参照
1. 1 2 3  “Jennifer Gareis Biography”. 2014年7月19日閲覧。